# روزگار گذشته
روزگار گذشته (انگلیسی: The Days of Yore) یک نمایشنامهٔ درام اثر ریچارد کامبرلند است. این نمایش نخستین بار در ۱۳ ژانویهٔ ۱۷۹۶ در تالار اپرای سلطنتی لندن به روی صحنه رفت و ماجرای آن در در دوران آنگلوساکسون می‌گذرد. این نمایشنامهٔ احتمالاً الهام‌گرفته از رمان «مادر مرموز» اثر هورس والپول است.